# Taça América 1995 (calcio a 5)
La prima Taça América de Futsal, denominato anche Copa América de Futsal (in lingua spagnola), e disputata nel 1995 a San Paolo in Brasile dal 4 agosto al 6 agosto, viene considerata la seconda edizione della Coppa America per formazioni nazionali di calcio a 5, nonché la tredicesima edizione del Campionato Sudamericano per formazioni nazionali di calcio a 5.
Le quattro nazionali più rappresentative del Sudamerica (Brasile, Argentina, Paraguay e Uruguay) disputarono un girone per designare la miglior squadra del Sudamerica. Il trofeo venne vinto dal fortissimo Brasile del tecnico Takão, vincitore di tutti e tre i match in programma.

## Girone
https://www.ogol.com.br/edition.php?id=39982
https://www.ogol.com.br/edition.php?id=39982&grupo=13621&fase=100372
|           | Risult. |           | Città e data    |
| --------- | ------- | --------- | --------------- |
| Paraguay  | 2 - 4   | Argentina | San Paolo 04.08 |
| Brasile   | 6 - 3   | Uruguay   | San Paolo 04.08 |
| Paraguay  | 2 - 4   | Uruguay   | San Paolo 05.08 |
| Brasile   | 4 - 2   | Argentina | San Paolo 05.08 |
| Argentina | 5 - 3   | Uruguay   | San Paolo 06.08 |
| Brasile   | 8 - 4   | Paraguay  | San Paolo 06.08 |

| Classifica finale | Pt | G | V | N | P | GF | GS | DR  |
| ----------------- | -- | - | - | - | - | -- | -- | --- |
| Brasile           | 9  | 3 | 3 | 0 | 0 | 18 | 9  | +9  |
| Argentina         | 6  | 3 | 2 | 0 | 1 | 11 | 9  | +2  |
| Uruguay           | 3  | 3 | 1 | 0 | 2 | 10 | 13 | -3  |
| Paraguay          | 0  | 3 | 0 | 0 | 3 | 8  | 16 | -12 |